# Seitengewehr 42

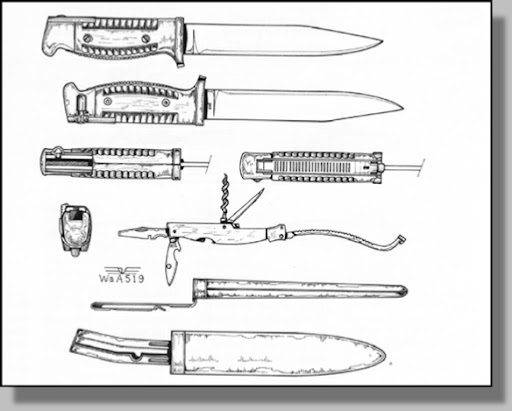

A Seitengewehr 42 (baioneta modelo 1942), também chamada de Infanteriemesser 42 ou Kampfmesser 42, era uma baioneta e faca multiuso usada pela Wehrmacht.

## História
A Seitengewehr 42 foi desenvolvida em 1942 por Wilhelm Gustloff Werke e fabricada por Carl Eickhorn em Solingen. De acordo com sua descrição, a Gustloff Company e seu designer-chefe, Carl Barnitzke, obtiveram a patente alemã 766198 em outubro de 1942 para um Armeemesser (canivete) de acordo com sua descrição. A SG 42 foi projetada para complementar e posteriormente substituir a baioneta S84/98 III original do fuzil de serviço Karabiner 98k. A Seitengewehr 42 foi projetada como uma faca de combate multiferramenta, mas também pode ser montada como baioneta no Karabiner 98k. A baioneta S84/98 III em si era um projeto comprovado, mas havia uma escassez de facas utilitárias nas forças armadas alemãs, que geralmente eram adquiridas de forma privada.
Após a recepção consistentemente positiva de várias centenas de peças nos testes das tropas de 1943, a produção foi aprovada por Adolf Hitler, mas isso deveria acontecer devido ao custo de uma conversão da produção até depois da guerra. Em 1944, um pedido de 10.000 peças foi fornecido pelo Heereswaffenamt (Escritório de Armas do Exército). A produção fabril foi iniciada, mas devido ao fim da guerra, as fábricas entregaram apenas um pequeno número. As SG 42 foram fabricadas pela Waffenfabrik Carl Eickhorn em Solingen e os kits de ferramentas por Robert Klaas de Solingen.

## Especificações técnicas
A produção fez em grande parte a SG 42 a partir de peças de chapa estampada. As escalas do cabo e a bainha são peças moldadas de resina fenólica, baratas e de produção rápida. O comprimento da lâmina era de 179,5 mm, o comprimento total era de 304 mm (317 mm com bainha). A lâmina tinha uma goteira. A faca continha um kit de ferramentas removível no cabo que os indivíduos poderiam usar para manutenção do fuzil e outras tarefas. O kit de ferramentas incluía uma chave de fenda, uma faca pequena, um furador e um saca-rolhas. O suporte protetor do cabo servia como extrator de estojo de cartucho.
Análogo ao desenvolvimento desta baioneta tipo faca após a Segunda Guerra Mundial, começou um desenvolvimento mundial da baioneta como uma mera arma de corte e facada para a faca utilitária plantável (serra, cortador de fio). A baioneta sudanesa para o fuzil de batalha ArmaLite AR-10 do pós-guerra foi uma adaptação da SG 42 com apenas pequenas alterações.<ref>«ArmaLite AR10 Sudanese Bayonet». The Armourers Bench. 7 de outubro de 2019</ref